# Gwangju
Gwangju (koreansk: 광주) er en af Sydkoreas største byer med 1,4 millioner indbyggere, beliggende i den sydvestlige del af landet. Gwangju massakren skete i byen i maj 1980, da militærstyrker skød på fredelige demonstrationer. Byens første undergrundsbane blev bygget i 2002 ved VM i fodbold 2002.

## Historie
Byen blev grundlagt 53 f.Kr. og har været et økonomisk og politisk centrum i Korea lige siden. Det var et af de administrative centrummer i Baekje i løbet af Koreas tre kongedømmer.
Moderne industri blev startet i Gwangju ved konstruktionen af en jernbane til Seoul i 1914. Noget af industrien der blev ved er bomuldtekstil og bryggerier. Ved at bygge en industrizone i 1967 steg markedsvæksten i industrien, især i sektorerne, der har med biler at gøre.
I 1929 i løbet af det japanske styre, blev en konfrontation mellem koreanske og japanske studenter til en regional demonstration, hvilket resulterede i en af de største nationale oprør mod Japans styre under den koloniale periode.
I maj 1980 fandt civile demonstrationer sted i Gwangju mod den nye militære regering under Chun Doo-hwan, hvilket resulterede i at hundreder af civile blev dræbt af Koreas militær. Demonstrationerne blev undertrykt af militære styrker og eliteenheder. Gwangju kaldes "koreansk demokratis helligdom" på grund af demonstrationerne, som i dag kendes som Gwangjus demokratiseringsbevægelse. Efter det civilie styre blev genindsat blev en national kirkegård grundlagt for at hædre ofrene for hændelserne.

## Administrativ inddeling
| Navn        | Hangul | Hanja  |
| Buk-gu      | 북구   | 北區   |
| Dong-gu     | 동구   | 東區   |
| Gwangsan-gu | 광산구 | 光山區 |
| Nam-gu      | 남구   | 南區   |
| Seo-gu      | 서구   | 西區   |

## Geografi
Byen ligger mellem områder i vest og bjerge i øst. Soboek-bjerget er ikke langt fra byen. Byen ligger på grænsen mellem fastlands- og kystklima. Monsun påvirker byens vejr i den tidlige og sene sommer. En eller to tyfoner påvirker også normalt byen.

### Klima
| Vejr for Gwangju, Sydkorea (1971–2000) | Vejr for Gwangju, Sydkorea (1971–2000) | Vejr for Gwangju, Sydkorea (1971–2000) | Vejr for Gwangju, Sydkorea (1971–2000) | Vejr for Gwangju, Sydkorea (1971–2000) | Vejr for Gwangju, Sydkorea (1971–2000) | Vejr for Gwangju, Sydkorea (1971–2000) | Vejr for Gwangju, Sydkorea (1971–2000) | Vejr for Gwangju, Sydkorea (1971–2000) | Vejr for Gwangju, Sydkorea (1971–2000) | Vejr for Gwangju, Sydkorea (1971–2000) | Vejr for Gwangju, Sydkorea (1971–2000) | Vejr for Gwangju, Sydkorea (1971–2000) | Vejr for Gwangju, Sydkorea (1971–2000) |
|                                        | Jan                                    | Feb                                    | Mar                                    | Apr                                    | Maj                                    | Jun                                    | Jul                                    | Aug                                    | Sep                                    | Okt                                    | Nov                                    | Dec                                    | År                                     |
| -------------------------------------- | -------------------------------------- | -------------------------------------- | -------------------------------------- | -------------------------------------- | -------------------------------------- | -------------------------------------- | -------------------------------------- | -------------------------------------- | -------------------------------------- | -------------------------------------- | -------------------------------------- | -------------------------------------- | -------------------------------------- |
| Gennemsnitlig maks °C                  | 5,1                                    | 7                                      | 12,4                                   | 19,3                                   | 23,9                                   | 27,2                                   | 29,7                                   | 30,5                                   | 26,6                                   | 21,5                                   | 14,3                                   | 8                                      | 18,8                                   |
| Gennemsnitlig °C                       | 0,5                                    | 1,9                                    | 6,5                                    | 12,9                                   | 17,8                                   | 22                                     | 25,5                                   | 26,1                                   | 21,4                                   | 15,4                                   | 8,7                                    | 2,8                                    | 13,5                                   |
| Gennemsnitlig min °C                   | −3,3                                   | −2,3                                   | 1,6                                    | 7,3                                    | 12,4                                   | 17,8                                   | 22,4                                   | 22,6                                   | 17,2                                   | 10,3                                   | 4,2                                    | −1,2                                   | 9,1                                    |
| Gennemsnitlig nedbør mm                | 38                                     | 43,9                                   | 64,5                                   | 95,3                                   | 97,3                                   | 190,3                                  | 281,9                                  | 276                                    | 137,7                                  | 55,3                                   | 55,4                                   | 32,4                                   | 1.367,8                                |
| Kilde:                                 |                                        |                                        |                                        |                                        |                                        |                                        |                                        |                                        |                                        |                                        |                                        |                                        |                                        |

## Transport
Gwangju har en undergrundsbane. En udvidelse til banen blev bygget i april 2008. Der er også to KTX-stationer i byen: Gwangju Station og Songjeong-ri Station. Songjeong-ri er blevet forbundet til undergrundsnettet; dog, er der ikke nogen forbindelse Gwangju-stationen.
Gwangju-lufthavnen og Muan International Airport er i Gwangju.

## Uddannelse
Chonnam nationalle universitet, Chosun universitetet, Honam universitetet og Gwangju universitetet er de store uddannelsesinstitutioner i byen.
- Gwangju instituttet for videnskab og udvikling

## Søsterbyer
- Tainan City, Taiwan (1968)[6]
- San Antonio, USA (1981)[7]
- Guangzhou, Kina (1996)[6]
- Medan, Indonesien (1997)[8]
- Sendai, Japan (2002)[9]
- Maceió, Brasilien (2009)
- Hobart, Australien[6]